# Tamara Shayne
Pour les articles homonymes, voir Shayne.
Tamara Shayne (russe : Тамара Шейн) est une actrice américaine d'origine russe, née le 25 novembre 1902 à Perm (Russie ; alors Empire russe), morte le 23 octobre 1983 à Los Angeles (Californie).

## Biographie
Tamara Shayne émigre en 1929 aux États-Unis, où elle contribue à dix-neuf films américains, le premier sorti en 1934.
Sœur de l'acteur Konstantin Shayne (1888-1974), elle joue à ses côtés dans trois films, dont Le Danube rouge de George Sidney (1949, avec Walter Pidgeon et Ethel Barrymore).
Signalons également quatre films avec Akim Tamiroff (1899-1972), dont la coproduction américano-italienne Cagliostro de Gregory Ratoff (1949, avec Orson Welles et Valentina Cortese) et la coproduction franco-hispano-suisse Dossier secret d'Orson Welles (1955, avec le réalisateur et Suzanne Flon) ; elle épouse Akim Tamiroff en 1932 et en reste veuve à sa mort.
Parmi les autres films notables de Tamara Shayne, citons Ninotchka d'Ernst Lubitsch (1939, avec Greta Garbo et Melvyn Douglas), Le Roman d'Al Jolson d'Alfred E. Green (1946, avec Larry Parks et Evelyn Keyes) et Les Bas-fonds de Frisco de Jules Dassin (1949, avec Richard Conte et Valentina Cortese).
Son ultime film est Romanoff et Juliette de Peter Ustinov (1961, avec le réalisateur, Sandra Dee et John Gavin), où elle retrouve une dernière fois son mari.

## Filmographie complète
- 1934 : Le capitaine déteste la mer (The Captain Hates the Sea) de Lewis Milestone : L'épouse du général
- 1934 : George White's Scandals de Thornton Freeland, Harry Lachman et George White : Une femme russe
- 1939 : Ninotchka d'Ernst Lubitsch : Anna
- 1942 : Je te retrouverai (Somewhere I'll Find You) de Wesley Ruggles : Mama Lugovska
- 1943 : Mission à Moscou (Mission to Moscow) de Michael Curtiz : L'infirmière russe
- 1944 : Âmes russes (Song of Russia) de Gregory Ratoff et László Benedek : Mme Orlova
- 1946 : Le Roman d'Al Jolson (The Jolson Story) d'Alfred E. Green : Mme Yoelson
- 1947 : Les Pirates de Monterey (Pirates of Monterey) d'Alfred L. Werker : Filomena
- 1947 : Poste avancé (Northwest Outpost) d'Allan Dwan : La servante d'Olga Natalia
- 1947 : Tout le monde chante (It Happened in Brooklyn) de Richard Whorf : Mme Kardos
- 1948 : La Fosse aux serpents (The Snake Pit) d'Anatole Litvak : Une malade du pavillon 33
- 1948 : La Grande Menace (Walk a Crooked Mile) de Gordon Douglas : Mme Ecko
- 1949 : Le Danube rouge (The Red Danube) de George Sidney : Helena Nagard
- 1949 : Cagliostro (Black Magic) de Gregory Ratoff : Maria Balsamo
- 1949 : Je chante pour vous (Jolson Sings Again) d'Henry Levin : Mme Yoelson
- 1949 : Les Bas-fonds de Frisco (Thieve's Highway) de Jules Dassin : Parthena Garcos
- 1951 : Vendeur pour dames (I Can Get It for You Wholesale) de Michael Gordon : Mme Cooper
- 1953 : Tonight We Sing (en) de Mitchell Leisen : Une cliente
- 1955 : Dossier secret (Mr. Arkadin) d'Orson Welles : La femme dans l'appartement
- 1956 : Anastasia d'Anatole Litvak : Zenia
- 1961 : Romanoff et Juliette (Romanoff and Juliet) de Peter Ustinov : Evdokia Romanoff